# Jesse Stone
Jesse Stone, (Atchison, 1901. november 16. – Altamonte Springs, 1999. április 1.) amerikai rhythm and blues zenész és dalszerző volt, akinek hatása műfajok széles skáláját felölelte.  Legismertebb szerzeménye a Shake, Rattle and Roll volt.
Ahmet Ertegün egyszer kijelentette, hogy „Jesse Stone többet tett az alapvető rock 'n' roll-hangzásért, mint bárki más.”

## Pályafutása
Stone a kansasi Atchisonban született és Kansasban is nőtt fel. A nagyszülei Tennessee-ben még rabszolgák voltak. A Stone-ra stílusok széles skálája hatott. Zenész családból származott, akik minstrel show-kat rendeztek. Jesse Stone ötéves korától fellépett velük.
1926-ban Stone megalapította a Blues Serenaders nevű zenekart és 1927-ben kiadta első lemezét (Starvation Blues) az Okeh Recordsnál. A következő néhány évben zongoristaként és hangszerelőként dolgozott Kansas Cityben és Julia Lee-vel készített felvételeket.
Jesse Stone 1927-es együttese, a Blues Serenaders tíztagú zenekar volt. Hosszú szólókat játszottak: trombitán Albert Hinton, az harsonán Druie Bess altszaxofonon a később Count Basienél játszó Jack Washington játszott. Count Basie szerint Jesse Stone a Közép-Nyugat legjobb zongoristája volt. Stone zenekara az elsők között volt, amely élő rádióadásban játszott a húszas években.
Az 1930-as években big bandet szervezett.
Duke Ellington 1936-ban foglalkoztatta Stone zenekarát a Cotton Clubban és négy hónapig Stone ingyen lakott a Ellington lakásában. A következő néhány évben Stone zenekarvezetőként dolgozott az Apollo Színházban. Az 1930-as és 1940-es években saját neve alatt készített felvételeket. 1941-ben Stone egy kizárólag nőkből álló jazz zenekar, az „International Sweethearts of Rhythm” zenei vezetője lett.
Munkái közül az „Idaho”volt az egyik nagy siker, többen is rögzítették, és a Benny Goodman-verzió a 4. helyezést érte el 1942-ben, Guy Lombardo felvétele pedig hárommillió példányban kelt el. Jimmy Dorsey felvette a „Sorghum Switch” című szerzeményét.
Stone újszerű blueslemezeket is rögzített az RCA Records számára.
Jesse Stone legismertebb szerzeménye a Shake, Rattle and Roll volt, amit először Big Joe Turner vette fel 1954-ben. Az első rock and roll lemezek egyikeként emlegetik. Bill Haley & His Comets lemeze egymillió példányban kelt el és óriási nemzetközi sikert aratott. Közel egy évvel megelőzte Haley ismertebb Rock Around the Clock című számát.

## Jesse Stone & his band
- 1947: Hey Sister Lucy / An Ace In The Hole
- 1948: Who Killed 'er ? / Mister Jelly Fingers
- 1948: Don't Let It Get Away / The Donkey And The Elephant
- 1948: Who's Zat ? / Bling-a-ling-a-ling
- 1949: Get It While You Can / Keep Your Big Mouth Shut
- 1949: Cole Slaw / Do It Now!

## Saját kompozíciói
- 1941: Idaho − Alvino Rey and His Orchestra
- 1942: Sorghum Switch − Doc Wheeler and his Sunset Orchestra, Cole Slaw, Louis Jordan
- 1953: Money Honey − The Drifters
- 1954: It Shoul Have Been Me − Ray Charles
- 1954: Your Cash Ain't Nothing But Trash − The Clovers
- 1954: Bip Bam − The Drifters with Clyde McPhatter
- 1954: Shake, Rattle and Roll − Big Joe Turner
- 1955: Razzle Dazzle − Bill Haley and his Comets
- 1955: Flip, Flop and Fly − Big Joe Turner
- 1955: Smack Dab in the Middle − Charlie Calhoun (sajátmaga)
- 1957: Down in the Alley − The Clovers
- 1957: Don't Let Go − Roy Hamilton

## Díjak
- 2010: Rock and Roll Hall of Fame
- 2011: Kansas Music Hall of Fame

## Fordítás
Ez a szócikk részben vagy egészben  a   Jesse Stone című angol Wikipédia-szócikk ezen változatának fordításán alapul.  Az eredeti cikk szerkesztőit annak laptörténete sorolja fel. Ez a jelzés csupán a megfogalmazás eredetét és a szerzői jogokat jelzi, nem szolgál a cikkben szereplő információk forrásmegjelöléseként.